# Papa Wheelie
Papa Wheelie — панк-рок / хэви-метал-супергруппа, образованная в 1996 году бывшим басистом Metallica Джейсоном Ньюстедом.
Начало группа берет с дружеских отношений между маунтин-байкерами Джейсоном Ньюстедом и владельцем магазина велосипедов Джо Ледезмой. Группа была названа, исходя из увлечений этих двух друзей. В начале проекта Ньюстед играл на барабанах, а мичиганский уроженец Стивен Виг играл на гитаре. Затем Ньюстед принял на себя гитару и вокальные обязанности, в то время как Виг возвратился к ударной установке.
Группа записывает каждую сессию в домашней студии Ньюстеда в Chophouse и сыграла несколько концертов в Bay Area — от открытых барбекю на день рождения своего соседа до местных легендарных рок-клубов Сан-Франциско.
Группа была в нерабочем состоянии из-за травм Ньюстеда, но была возрождена в августе 2011 года после того, как Ньюстед и Виг одновременно просмотрели эпизод с Энтони Боердэйном: No Reservations featuring Kyuss, Queens Of The Stone Age and Desert Sessions founder Josh Homme, который вдохновил на воскрешение Papa Wheelie и в результате группа дала несколько местных шоу в Bay Area — в том числе на открытии Anvil at The Red Devil Lounge and Kyuss Lives в Сан-Франциско 19 ноября 2011 года с The Sword & Black Cobra.

## Состав
- Джейсон Ньюстед — вокал & гитара
- Стивен Уиг — ударные
- Джо Ледезма — бас гитара

## Дискография
- 2002 Unipsycho
- 2002 Live Lycanthropy